# Комета Понса — Брукса
Комета Понса—Брукса (12P/Pons–Brooks) — короткоперіодична кріовулканічна комета галеєвського типу з періодом 71 рік. Є однією з найяскравіших відомих періодичних комет: під час наближення до перигелію досягає абсолютної зоряної величини ~5. За оцінками, ядро комети має приблизно в 30 км у діаметрі, якщо припустити, що під час фотометрії 2020 року воно не виділяло занадто багато пилу і газу. Комета Понса — Брукса може бути материнським тілом слабкого грудневого метеорного потоку κ-Драконіди.
Наступний перигелій комети відбудеться 21 квітня 2024 року, а максимальне наближення до Землі у 1.55 а. о. — 2 червня 2024 року. Очікується, що яскравість комети сягне приблизно до 4,5 зоряної величини. Максимальне зближення із Землею відбудеться 2 червня 2024 року на відстані 1,55 а. о. (232 млн км.

## Історія спостережень

### До 1812 року
Комету Понса—Брукса ідентифікували як комету, яку спостерігали в 1385 і 1457 роках. Поява 1385 року була дуже сприятливою, і спостереження комети були задокументовані китайцями в Мін Шилу, також вона згадувалась у деяких європейських джерелах. Комета, яку спостерігав Паоло дал Поццо Тосканеллі в січні 1457 і згадується в китайських джерелах, також ідентифікована як комета Понса Брукса. В обох появах комета мала величину 3 або менше, без урахування можливих спалахів. Можливо, це також була комета, зареєстрована в китайських джерелах у вересні 245 р. н.
So-Yeon Park & Jong-Chul Chae (2007) припустили, що комета Понса-Брукса також була кометою, зареєстрованою в азіатських джерелах у 1313 та 1668 роках. Однак Маєр та інші стверджують, що під час появи 1313 року комету було б важко спостерігати, оскільки вона була тьмяною та близькою до Сонця, тоді як запропоноване положення в Близнюках суперечить розрахунковому положенню комети Понса—Брукса в Овні. Березнева комета 1668 року, описана корейцями, ймовірно, є яскравою кометою, яку спостерігали європейці, чия орбіта ніяким чином не сумісна з орбітою комети Понса—Брукса.

### Відкриття у 1812 році
Комета Понса—Брукса була відкрита 12 липня 1812 року Жаном-Луї Понсом. Незалежно від цього цю комету пізніше знайшов Вінсент Вишневський 1 серпня, а Алексіс Бувар — 2 серпня того ж року. Комета була помічена неозброєним оком 13 серпня і до кінця місяця було повідомлено про хвіст довжиною 2 градуси.  Незабаром після першого відкриття було встановлено, що вона має орбітальний період близько 70 років з похибкою близько 5 років. Йоганн Франц Енке визначив остаточну орбіту з періодом 70,68 років. Ця орбіта була використана для створення ефемерид для повернення 1883—1884 років.

### 1884 рік
2 вересня 1883 року Вільям Роберт Брукс випадково відкрив комету, яку пізніше ототожнив з кометою 1812 року.  Спалах спостерігався 21–23 вересня 1883 року, коли комета стала яскравішою від зоряної величини 10–11 до 8–8,5, і її вигляд змінився з дифузного на зіркоподібний. Комету стало видно неозброєним оком 20 листопада — вона пояскравішала до зоряної величини 3. Повідомлялося, що комета зазнала спалахів 1 січня та 19 січня.  

### 1954 рік
Комета була знайдена 20 червня 1953 року, коли була на відстані 4,5 а. о. від Сонця.  Перший спалах комети від величини 18 до величини 13 відбувся 1 липня 1953 року. Інший спалах стався в березні 1954 року. 23 квітня була оцінена зоряна величина комети у 6,4, а її хвіст був півградуса завдовжки. Комета Понса—Брукса була у перигелії 22 травня 1954 року. Після перигелію її стало краще видно з південної півкулі. Востаннє вона спостерігалася 4 вересня 1954 року, коли він була на відстані 1.9 AU від Сонця. 10 грудня 1954 року метеорний потік комети Понса—Брукса пройшов на відстані близько 0.12 а. о. від Землі, в результаті чого потенційні метеори стикаються з атмосферою Землі з відносною швидкістю 45 км/с.

### 2024 рік
10 червня 2020 року комета Понса—Брукса була знайдена за видимої величини 23 телескопом Lowell Discovery, коли вона була за орбітою Сатурна на відстані 11.9 а. о. від Сонця, з невизначеністю геліоцентричної відстані комети, яка на той час становила приблизно ± 10 000 km. Комета зазнала спалаху від величини 16-17 до 11–12 (пояскравіщала у ~100 разів) 20 липня 2023 року, коли вона була на відстані 3.9 AU від Сонця. Спалах призвів до того, що комета отримала форму підкови. Ймовірно, він утворився в результаті викиду в космос близько 10 мільярдів кілограмів пилу та льоду.  Кома розширилася до діаметра 600 000 кілометрів до 5 серпня зі швидкістю  220 м/с. Хоча спочатку кома була сферичною, вона стала асиметричною через вплив тиску випромінювання на пил. 5 жовтня 2023 року знову відбувся спалах від зоряної величини 15 до 11. Ще два спалахи зафіксовано 1 листопада та 14 листопада, з яскравістю комети до видимої зоряної величини 9.3 після останнього. Спалахи також спостерігалися 14 грудня 2023 року і 18 січня 2024 року.
Комета 12P/Понса-Брукса досягне найближчої точки до Сонця 21 квітня 2024 року, і саме в цей момент її яскравість максимально зросте. За прогнозами, це найкращий час для спостережень, адже комета стане однією з найяскравіших у нічному небі. Комета буде видима не тільки 21 квітня, а й протягом наступних кількох ночей. Однак, спостерігати її буде набагато легше з Південної півкулі, оскільки вона знаходитиметься вище в небі, що забезпечує кращі умови для астрономічних спостережень.

## Орбіта
Комета має лібрацію в резонансі 6:1 з Юпітером. Інваріант Тіссерана відносно Юпітера ( J ) становить 0,60. Афелій (найвіддаленіша точка від Сонця) знаходиться відразу за орбітою Нептуна на відстані 33,6 а. о..
Маючи крутий нахил орбіти (74,2°), комета не проводить багато часу поблизу екліптики. Вебсайт Лабораторії реактивного руху (JPL) показує, що між 1900 і 2200 роками комета була і буде найбільше збурена Сатурном 29 липня 1957 року. У той момент вона пройшла у межах 1,6 а. о. від впливу гігантської планети ; хоча навіть цей підхід мав незначний ефект.  Орбіта комети здається стабільною у період між 1740 і 2167 роками, без сильних збурень жодною з планет.
Кірквуд у 1884 році помітив, що комета Понса—Брукса має спільні елементи з кометою Де Віко 1846 року. Він припустив, що остання відірвалася від комети Понса—Брукса кілька століть тому.  Пізніше він ідентифікував захоплення двох комет на їхні еліптичні орбіти (або захоплення їх батьківського тіла) із спільним афелієм, близьким до Нептуна 991 року нашої ери.
Інші комети з подібним орбітальним періодом включають 13P/Olbers, 23P/Brorsen-Metcalf і 1P/Halley.

## Потоки метеорів
Існує гіпотеза, що комета Понса—Брукса є джерелом слабкого грудневого потоку метеорів κ-Драконіди, що є активним 29 листопада — 13 грудня та має частоту менш як 2 метеори на годину. У той же час, це найбільший потік метеорів, який може бути пов'язаний із кометою. Комета Понса—Брукса також може бути джерелом потоку метеорів на Венері.

## Цікаві факти
Комета Понса — Брукса (12P/Pons-Brooks) завдяки своїй формі отримала прізвисько комета Диявола.